# Incidente di Çınar

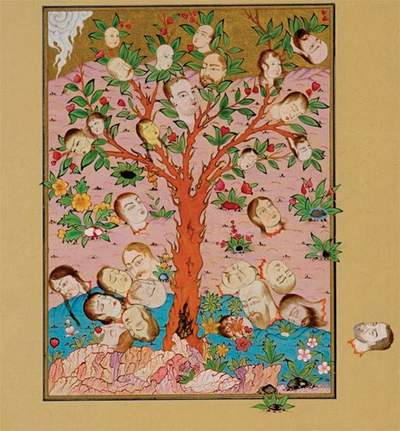

L'incidente di Çınar è il nome di una ribellione del XVII secolo nell'Impero Ottomano. A volte è anche conosciuto come "L'evento del Vakvak" (Vakʿa-ı Vakvakiye), dal nome di un albero mitico su cui crescevano esseri umani, come analogia ai cadaveri appesi agli alberi in seguito alla ribellione.

## Antefatto
Durante la Guerra di Candia (1645-1669), le spese militari dell'impero ottomano aumentarono, e l'impero cominciò ad avere difficoltà economiche. Il sultano Mehmet IV era solo un adolescente e la reggente, la Valide Sultan (regina madre) Turhan Hatice e i gran visir di breve durata, non riuscirono a trovare una soluzione. Soprattutto dopo l'esecuzione del gran visir riformista Tarhuncu Ahmed Pascià, che cercò di tagliare le spese di palazzo, l'unica soluzione proposta fu una svalutazione, riducendo la quantità di metallo prezioso. Le nuove monete coniate erano note come "moneta rossa". Gli stipendi furono pagati in monete rosse. Ma anche allora, il pagamento ad alcuni soldati fu ritardato fino a nove mesi. Inoltre, i mercati di Istanbul si rifiutarono di accettare le monete rosse.

## Incidente
Un gruppo di soldati, che erano tornati da Creta nel 1656, mandarono i loro rappresentanti al palazzo e chiesero il pagamento dei loro stipendi. Ma i rappresentanti furono espulsi dal palazzo da Osman Aga, un'alta guardia del palazzo. Questo scatenò una ribellione il 26 febbraio 1656. I ribelli chiesero di incontrare il sultano il 4 marzo. Tali incontri erano conosciuti come "ayak divanı" (letteralmente: "incontro con la gente"). Durante l'incontro presentarono una lista di 30 uomini, che ritenevano responsabili della crisi economica, e volevano che fossero tutti giustiziati. Il giovane sultano accettò di licenziare alcuni di questi, tra cui Osman Aga, ma cercò di salvare le loro vite, ma i ribelli arrabbiati non furono soddisfatti. Uccisero la maggior parte delle persone i cui nomi erano sulla lista, impiccandole ad un grande platano (in turco çınar).

## Epilogo
L'incidente di Çınar mostrò alla reggente Valide Sultan Turhan l'urgente necessità di un'amministrazione capace. Prima dell'incidente di Çınar, dieci gran visir furono nominati in rapida successione in otto anni tra il 1648 e il 1656, dopo l'investitura di Mehmet. I gran visir di breve durata erano inefficaci nel risolvere i problemi dell'impero. Così, finalmente nominò Mehmet Köprülü come nuovo gran visir nel settembre successivo. Mehmet Köprülü accettò l'incarico solo dopo che Turhan promise di non interferire con la sua amministrazione. Fu presto chiaro che Köprülü Mehmet fu una scelta saggia.